# Labocania aquilunguis
Labocania aquilunguis és una espècie de dinosaure teròpode (tiranosauroïdeu?) que visqué al Cretaci superior, fa 65 milions d'anys. Les seves restes fòssils foren trobades a la Baixa Califòrnia, Mèxic. Com els altres tiranosaures tardans, tenia dos dits a cada mà, i una mandíbula amb fins a 60 dents de la mida de dagues. La mida d'aquest predador es desconeix, però probablement era un carnívor de mida mitjana, d'uns 6 metres de longitud. Fou considerat com a possible tiranosauroïdeu en la revisió del grup de Thomas R. Holtz, Jr. de l'any 2004.
L'espècie tipus, Labocania anomala, fou descrita per Molnar el 1974.